# Гуалба
Гуа́лба (кат. Gualba) — муніципалітет, розташований в Автономній області Каталонія, в Іспанії. Код муніципалітету за номенклатурою Інституту статистики Каталонії — 80977. Знаходиться у районі (кумарці) Бальєс-Уріантал (коди району — 41 та VR) провінції Барселона, згідно з новою адміністративною реформою перебуватиме у складі Баґарії (округи) Барселона.

## Населення
Населення міста (у 2007 р.) становить 1.065 осіб (з них менше 14 років — 15,6 %, від 15 до 64 — 71,4 %, понад 65 років — 13,1 %). У 2006 р. народжуваність склала 12 осіб, смертність — 7 осіб, зареєстровано 10 шлюбів. У 2001 р. активне населення становило 447 осіб, з них безробітних — 36 осіб.
Серед осіб, які проживали на території міста у 2001 р., 676 народилися в Каталонії (з них 322 особи у тому самому районі, або кумарці), 101 особа приїхала з інших областей Іспанії, а 53 особи приїхали з-за кордону.
Університетську освіту має 13,6 % усього населення.
У 2001 р. нараховувалося 308 домогосподарств (з них 23,4 % складалися з однієї особи, 30,2 % з двох осіб,19,5 % з 3 осіб, 16,9 % з 4 осіб, 6,8 % з 5 осіб, 2,6 % з 6 осіб, 0,6 % з 7 осіб, 0 % з 8 осіб і 0 % з 9 і більше осіб).
Активне населення міста у 2001 р. працювало у таких сферах діяльності: у сільському господарстві — 2,4 %, у промисловості — 40,1 %, на будівництві — 8 % і у сфері обслуговування — 49,4 %.
У муніципалітеті або у власному районі (кумарці) працює 240 осіб, поза районом — 300 осіб.

### Безробіття
У 2007 р. нараховувалося 50 безробітних (у 2006 р. — 34 безробітних), з них чоловіки становили 38 %, а жінки — 62 %.

## Економіка

### Підприємства міста

#### Промислові підприємства
| \| Промислові підприємства міста, за сферою діяльності \| Промислові підприємства міста, за сферою діяльності \| Промислові підприємства міста, за сферою діяльності \| \| Рік \| 2002 р. \| 2001 р. \| \| --------------------------------------------------- \| --------------------------------------------------- \| --------------------------------------------------- \| \| Енергетичні та водні ресурси \| 18,2 % \| 17,4 % \| \| Хімія та метали \| 27,3 % \| 26,1 % \| \| Переробка металів \| 31,8 % \| 30,4 % \| \| Продукти харчування \| 9,1 % \| 8,7 % \| \| Текстиль \| 0 % \| 0 % \| \| Виробництво меблів, видання \| 9,1 % \| 13 % \| \| Інше \| 4,5 % \| 4,3 % \| \| Усього підприємств \| 22 \| 23 \| |         |         |
| Промислові підприємства міста, за сферою діяльності |         |         |
| Рік | 2002 р. | 2001 р. |
| Енергетичні та водні ресурси | 18,2 %  | 17,4 %  |
| Хімія та метали | 27,3 %  | 26,1 %  |
| Переробка металів | 31,8 %  | 30,4 %  |
| Продукти харчування | 9,1 %   | 8,7 %   |
| Текстиль | 0 %     | 0 %     |
| Виробництво меблів, видання | 9,1 %   | 13 %    |
| Інше | 4,5 %   | 4,3 %   |
| Усього підприємств | 22      | 23      |

#### Роздрібна торгівля
| \| Підприємства роздрібної торгівлі міста, за сферою діяльності \| Підприємства роздрібної торгівлі міста, за сферою діяльності \| Підприємства роздрібної торгівлі міста, за сферою діяльності \| \| Рік \| 2002 р. \| 2001 р. \| \| ------------------------------------------------------------ \| ------------------------------------------------------------ \| ------------------------------------------------------------ \| \| Продукти харчування \| 35,7 % \| 35,7 % \| \| Одяг та взуття \| 14,3 % \| 14,3 % \| \| Товари для дому \| 0 % \| 0 % \| \| Книги та періодичні видання \| 7,1 % \| 7,1 % \| \| Промислова хімічна продукція \| 14,3 % \| 14,3 % \| \| Продукція, пов'язана з транспортними засобами \| 0 % \| 0 % \| \| Інше \| 28,6 % \| 28,6 % \| \| Усього підприємств \| 14 \| 14 \| |         |         |
| Підприємства роздрібної торгівлі міста, за сферою діяльності |         |         |
| Рік | 2002 р. | 2001 р. |
| Продукти харчування | 35,7 %  | 35,7 %  |
| Одяг та взуття | 14,3 %  | 14,3 %  |
| Товари для дому | 0 %     | 0 %     |
| Книги та періодичні видання | 7,1 %   | 7,1 %   |
| Промислова хімічна продукція | 14,3 %  | 14,3 %  |
| Продукція, пов'язана з транспортними засобами | 0 %     | 0 %     |
| Інше | 28,6 %  | 28,6 %  |
| Усього підприємств | 14      | 14      |

#### Сфера послуг
| \| Підприємства міста, що працюють у сфері послуг, за діяльністю \| Підприємства міста, що працюють у сфері послуг, за діяльністю \| Підприємства міста, що працюють у сфері послуг, за діяльністю \| \| Рік \| 2002 р. \| 2001 р. \| \| ------------------------------------------------------------- \| ------------------------------------------------------------- \| ------------------------------------------------------------- \| \| Гуртова торгівля \| 11,6 % \| 9,8 % \| \| Готелі та готельний бізнес \| 37,2 % \| 43,9 % \| \| Транспорт та зв'язок \| 4,7 % \| 4,9 % \| \| Посередницькі фінансові послуги \| 2,3 % \| 2,4 % \| \| Послуги підприємствам \| 7 % \| 2,4 % \| \| Послуги фізичним особам \| 20,9 % \| 17,1 % \| \| Нерухомість та ін. \| 16,3 % \| 19,5 % \| \| Усього підприємств \| 43 \| 41 \| |         |         |
| Підприємства міста, що працюють у сфері послуг, за діяльністю |         |         |
| Рік | 2002 р. | 2001 р. |
| Гуртова торгівля | 11,6 %  | 9,8 %   |
| Готелі та готельний бізнес | 37,2 %  | 43,9 %  |
| Транспорт та зв'язок | 4,7 %   | 4,9 %   |
| Посередницькі фінансові послуги | 2,3 %   | 2,4 %   |
| Послуги підприємствам | 7 %     | 2,4 %   |
| Послуги фізичним особам | 20,9 %  | 17,1 %  |
| Нерухомість та ін. | 16,3 %  | 19,5 %  |
| Усього підприємств | 43      | 41      |

## Житловий фонд
У 2001 р. 5,2 % усіх родин (домогосподарств) мали житло метражем до 59 м2, 33,1 % — від 60 до 89 м2, 26,9 % — від 90 до 119 м2 і
34,7 % — понад 120 м2.
З усіх будівель у 2001 р. 39,9 % було одноповерховими, 46,2 % — двоповерховими, 12,6 % — триповерховими, 0,3 % — чотириповерховими, 0,9 % — п'ятиповерховими, 0 % — шестиповерховими,
0 % — семиповерховими, 0 % — з вісьмома та більше поверхами.

## Автопарк
| \| Автомобілі, зареєстровані у місті, за призначенням \| Автомобілі, зареєстровані у місті, за призначенням \| Автомобілі, зареєстровані у місті, за призначенням \| \| Рік \| 2006 р. \| 2005 р. \| \| -------------------------------------------------- \| -------------------------------------------------- \| -------------------------------------------------- \| \| Приватні автомобілі \| 67,9 % \| 68,2 % \| \| Мотоцикли \| 7 % \| 7,3 % \| \| Вантажівки \| 22,1 % \| 21,1 % \| \| Трактори \| 0,7 % \| 0,6 % \| \| Автобуси та ін. \| 2,3 % \| 2,7 % \| \| Усього автомобілів \| 837 шт. \| 806 шт. \| |         |         |
| Автомобілі, зареєстровані у місті, за призначенням |         |         |
| Рік | 2006 р. | 2005 р. |
| Приватні автомобілі | 67,9 %  | 68,2 %  |
| Мотоцикли | 7 %     | 7,3 %   |
| Вантажівки | 22,1 %  | 21,1 %  |
| Трактори | 0,7 %   | 0,6 %   |
| Автобуси та ін. | 2,3 %   | 2,7 %   |
| Усього автомобілів | 837 шт. | 806 шт. |

## Вживання каталанської мови
У 2001 р. каталанську мову у місті розуміли 97,7 % усього населення (у 1996 р. — 98,7 %), вміли говорити нею 85,7 % (у 1996 р. — 89,5 %), вміли читати 82,7 % (у 1996 р. — 87,5 %), вміли писати 57,6 % (у 1996 р. — 56,2 %). Не розуміли каталанської мови 2,3 %.

## Політичні уподобання
У виборах до Парламенту Каталонії у 2006 р. взяло участь 491 особа (у 2003 р. — 528 осіб). Голоси за політичні сили розподілилися таким чином:
| \| Вибори до Парламенту Каталонії \| Вибори до Парламенту Каталонії \| Вибори до Парламенту Каталонії \| \| Рік \| 2006 р. \| 2003 р. \| \| -------------------------------------- \| ------------------------------ \| ------------------------------ \| \| Конвергенція та Єднання (CiU) \| 48,3 % \| 45,1 % \| \| Соціалістична партія Каталонії (PSC) \| 16,7 % \| 17,4 % \| \| Народна партія (PP) \| 2,2 % \| 3,4 % \| \| Ініціатива за зелену Каталонію (IC) \| 11 % \| 7 % \| \| Республіканська лівиця Каталонії (ERC) \| 19,8 % \| 26,5 % \| \| Громадянська партія (C's) \| 0,4 % \| 0 % \| \| Інші \| 1,6 % \| 0,6 % \| |         |         |
| Вибори до Парламенту Каталонії |         |         |
| Рік | 2006 р. | 2003 р. |
| Конвергенція та Єднання (CiU) | 48,3 %  | 45,1 %  |
| Соціалістична партія Каталонії (PSC) | 16,7 %  | 17,4 %  |
| Народна партія (PP) | 2,2 %   | 3,4 %   |
| Ініціатива за зелену Каталонію (IC) | 11 %    | 7 %     |
| Республіканська лівиця Каталонії (ERC) | 19,8 %  | 26,5 %  |
| Громадянська партія (C's) | 0,4 %   | 0 %     |
| Інші | 1,6 %   | 0,6 %   |

У муніципальних виборах у 2007 р. взяло участь 613 осіб (у 2003 р. — 566 осіб). Голоси за політичні сили розподілилися таким чином:
| \| Муніципальні вибори \| Муніципальні вибори \| Муніципальні вибори \| \| Рік \| 2007 р. \| 2003 р. \| \| -------------------------------------- \| ------------------- \| ------------------- \| \| Конвергенція та Єднання (CiU) \| 34,4 % \| 54,6 % \| \| Соціалістична партія Каталонії (PSC) \| 48,8 % \| 14,1 % \| \| Народна партія (PP) \| 0,5 % \| 1,4 % \| \| Ініціатива за зелену Каталонію (IC) \| 7,7 % \| 0 % \| \| Республіканська лівиця Каталонії (ERC) \| 8,6 % \| 29,9 % \| \| Громадянська партія (C's) \| 0 % \| 0 % \| \| Інші \| 0 % \| 0 % \| |         |         |
| Муніципальні вибори |         |         |
| Рік | 2007 р. | 2003 р. |
| Конвергенція та Єднання (CiU) | 34,4 %  | 54,6 %  |
| Соціалістична партія Каталонії (PSC) | 48,8 %  | 14,1 %  |
| Народна партія (PP) | 0,5 %   | 1,4 %   |
| Ініціатива за зелену Каталонію (IC) | 7,7 %   | 0 %     |
| Республіканська лівиця Каталонії (ERC) | 8,6 %   | 29,9 %  |
| Громадянська партія (C's) | 0 %     | 0 %     |
| Інші | 0 %     | 0 %     |